# سلالة السرجونيين
السرجونيين ينحدرون من جبال زاغروس وهم الاصل من الخوريين .وهي شعوب كانت تسمى بأسم أبناء الشمس.
كانت سلالة السرجونيين آخر سلالة حاكمة في آشور، حيث حكموا كملوك لآشور خلال الإمبراطورية الآشورية الحديثة لفترة تزيد قليلًا عن قرن منذ صعود سرجون الثاني في عام 722 قبل الميلاد حتى سقوط آشور في عام 609 قبل الميلاد. على الرغم من سقوط آشور في نهاية فترة حكمهم، إلا أن السرجونيين حكموا البلاد خلال ذروة قوتها فقد اعتبر الخلفاء المباشرون الثلاثة لسرجون الثاني وهم سنحاريب (حكم منذ عام 705 حتى 681 قبل الميلاد)، وآسرحدون (حكم منذ عام 681 حتى 669 قبل الميلاد)، وآشور بانيبال (حكم منذ 681 حتى 669 قبل الميلاد) بشكل عام ثلاثة من أعظم الملوك الآشوريين. على الرغم أن السلالة ضمت سبعة ملوك آشوريين، وملوك تابعين في بابل والعديد من الأمراء والأميرات، فإن مصطلح «السرجونيين» يستخدم أحيانًا فقط للإشارة إلى سنحاريب، وآسرحدون، وآشور بانيبال.بالرغم من عظمة وقوة هؤلاء الملوك لم يكونوا من الشعب الأشوري بل كانوا غرباء وينحدرون من أصول زاغروسية .
على الرغم أن سلالة السرجونيين لم تشمل سوى عهود عدد قليل من الملوك، إلا أن فترة حكمهم شهدت اتساع حدود الإمبراطورية لتشمل الشرق الأدنى القديم بالكامل، وشرق المتوسط، والأناضول، والقوقاز، وأجزاء من شبه الجزيرة العربية، وشمال أفريقيا، ولقد شهدوا إخضاع منافسين مثل بابل، وعيلام، وبلاد فارس، وأورارتو، وليديا، والميديين، و فريجيا، وكيميريون، ومملكة إسرائيل، ومملكة يهوذا، والفينيقيين، والكلدو، وكنعان، ومملكة كوش، والعرب، ومصر، حيث كان خصوم آشور إما تابعين بالكامل أو جعلوا أنفسهم كذلك.
بعد استعادة سرجون الثاني لبابل في عام 710 قبل الميلاد، حكم السرجونيون بشكل دوري كملوك بابل أيضًا، على الرغم أنهم فضّلوا في بعض الأحيان تعيين ملوك تابعين. أثبتت بابل بأنه من الصعب السيطرة عليها، حيث تمردت المدينة والأراضي المحيطة بها في جنوب بلاد ما بين النهرين بشكل متكرر ضد الملوك السرجونيين على الرغم من المحاولات المختلفة لاسترضاء البابليين. نجحت الثورة الأخيرة من هذه الثورات، والتي قام بها نبوبولاسر في عام 626 قبل الميلاد، في إنشاء مملكة مستقلة جديدة، هي الإمبراطورية البابلية الحديثة، والتي ستدمر بعد أقل من عقدين الإمبراطورية الآشورية الحديثة وتنهي حكم السرجونيين. تحالف البابليون مع الميديين، وهم أيضًا خصوم للآشوريين، وعلى الرغم من أن الحرب الميدو- بابلية ضد الإمبراطورية الآشورية كانت غير حاسمة في البداية، إلا أن سقوط نينوى وموت الملك سين شارإشكون عام 612 قبل الميلاد كان بمثابة ضربة قاتلة للإمبراطورية الآشورية. حشد خليفة سين شارإشكون آشور أوباليط الثاني ما تبقى من الجيش الآشوري في مدينة حران، لكنه خسر المدينة أمام أعدائه في عام 610-609 قبل الميلاد وهُزم في محاولة لاستعادتها عام 609 قبل الميلاد، منهيًا بذلك حكم السرجونيين وبلاد آشور التي امتدت إلى ما يقرب من ألفي عام من التاريخ الطويل ككيان سياسي مستقل.

## خلفية
سبق عصر السرجونيين في السلطة مباشرةً عهدي الملكين تغلث فلاثر الثالث (745-727 قبل الميلاد)، وشلمنصر الخامس (حكم 727-722 قبل الميلاد). إن طبيعة صعود تغلث فلاثر إلى عرش آشور في عام 745 قبل الميلاد غير واضحة ومتنازع عليها. تقدم المصادر الآشورية القديمة معلوماتٍ متضاربة فيما يتعلق بنسب تغلث فلاثر، فهناك العديد من الأدلة، بما في ذلك حدوث ثورة في نمرود، عاصمة الإمبراطورية الآشورية، في عام 746/745 قبل الميلاد، يعزو تغلث فلاثر في كتاباته المنقوشه صعوده إلى العرش إلى الاختيار الإلهي فقط بدلًا من الاختيار الإلهي ونسبه الملكي (وهو ما قام به عادةً الملوك الآشوريون)، الأمر الذي فُسر أنه إشارة لكونه مغتصبًا للعرش. على الرغم أن البعض قد ذهب إلى حد اقتراح أن تغلث فلاثر لم يكن أبدًا جزءًا من السلالة الملكية السابقة، سلالة أداسي التي حكمت لفترة طويلة، قد تكون مزاعمه عن النسب الملكي صحيحة، وذلك يعني أنه بغض النظر عما إذا كان قد اغتصب العرش أم لا، كان منافسًا شرعيًا عليه.
على الرغم أن بلاد آشور تحولت بشكل رئيسي في عهد السرجونيين، من مملكة مقرها أساسًا في قلب بلاد ما بين النهرين إلى إمبراطورية متعددة الجنسيات والأعراق بشكل حقيقي، فقد وُضعت الأسس التي سمحت بهذا التطور في عهد تغلث فلاثر من خلال قيامه بإصلاحات مدنية وعسكرية واسعة النطاق. علاوةً على ذلك، بدأ تغلث فلاثر سلسلة من الفتوحات الناجحة، وأخضع مملكتي بابل وأورارتو واحتل ساحل البحر الأبيض المتوسط. جعلت ابتكاراته العسكرية الناجحة، التي تضمنت استبدال التجنيد الإلزامي بالضرائب التي كانت تجمع من كل مقاطعة، الجيش الآشوري أحد أكثر الجيوش نجاحًا حتى تلك المرحلة.
أثبت شلمنصر الخامس ابن تغلث فلاثر وخليفته أنه لا يحظى بشعبية بسبب ضعف مهاراته العسكرية والإدارية، كما يبدو أنه أرهق الشعب بالضرائب في جميع أنحاء إمبراطوريته الكبيرة. بعد حكم دام خمس سنوات فقط، استُبدل شلمنصر كملك، وربما خلع واغتيل في انقلاب القصر، على يد سرجون الثاني مؤسس سلالة السرجونيين. على الرغم من ارتباط سرجون الثاني بملوك سابقين في قوائم الملوك من خلال الادعاء بأنه ابن تغلث فلاثر الثالث، إلا أن هذا الادعاء لم يظهر في معظم نقوشه الخاصة، التي وصفت أيضًا بأنه استُدعي وعُين بشكل شخصي كملك من قبل الآشوريين. يقبل العديد من المؤرخين ادعاء سرجون بأنه كان ابن تغلث فلاثر، لكنهم لا يعتقدون أنه كان الوريث الشرعي للعرش الذي كان ترتيبه التالي بعد نهاية حكم شلمنصر. وحتى مع ذلك، فإن ادعائه بأنه كان ابن تغلث فلاثر يُعامل عمومًا بحذر أكثر من ادعاءات تغلث فلاثر المتعلقة بنسبه الملكي. يعتقد بعض أخصائيو الحضارة الآشورية، مثل جاي.إيه.برينكمان، أن سرجون، لا ينتمي إلى نسل السلالة بشكل مباشر، على أقل تقدير.
شهد صعود سرجون الثاني إلى العرش العديد من الثورات وقد يكون سبب اتخاذه للاسم الملكي سرجون (سارو-كين في اللغة الأكادية، أحد الترجمات المحتملة له «الملك الشرعي») في محاولة لتصوير نفسه على أنه شرعي. تشير المراجع التي التي تعود إلى أواخر سبعينيات القرن السادس قبل الميلاد، في عهد حفيد سرجون الثاني آسرحدون، إلى احتمال حدوث محاولة «لأحفاد عائلة ملكية السابقة» بالاستيلاء على العرش، ما يرجح أن سلالة السرجونيين لم تكن بالضرورة ذات صلة وثيقة بالملوك الآشوريين السابقين. يسجل الملك البابلي بأن سرجون ونسله منفصلين كسلالة عن تغلث فلاثر وشلمنصر الخامس: سُجل تغلث فلاثر وشلمنصر على أنهما من «سلالة بالتيل» (من المحتمل أن تكون بالتيل أقدم جزء من العاصمة الآشورية القديمة لآشور)، بينما سجل السرجونيين على أنهم من «سلالة هانيغلبات»، التي ربما تربطهم بفرع صغير من العصر الآشوري الأوسط القديم من العائلة المالكة الآشورية الذين حكموا كنواب للملك في الأجزاء الغربية من الإمبراطورية الآشورية بلقب «ملك هانيغلبات».